# 1,3,5-triossano
L'1,3,5-triossano o 1,3,5-triossacicloesano un composto organico eterociclico saturo ed è anche un trimero stabile della formaldeide. Essendo un triossano, la sua formula chimica è C3H6O3 , o anche [-CH2-O-]3, e consiste in un anello a sei atomi di cui tre di carbonio alternati nel ciclo a tre di ossigeno; la simmetria è quella del gruppo puntuale C3v. La molecola racchiude quindi tre funzioni acetaliche ed è notevolmente polare: μ = 2,08 D, di poco inferiore alla formaldeide stessa (μ = 2,34 D).
A temperatura ambiente si presenta in forma di cristalli incolori o come polvere cristallina bianca, con un odore gradevole che ricorda vagamente il cloroformio. È bassofondente (62 °C) e molto solubile in acqua (221 g/L), con la quale forma anche un azeotropo; inoltre, scioglie pure facilmente nei comuni solventi organici.

## Usi
In chimica è utilizzato come sorgente di formaldeide anidra facilmente manipolabile. In ambiente acido si decompone liberando tre molecole di formaldeide. Può essere utilizzato nella polimerizzazione delle resine acetaliche come il poliossimetilene.
Compresso in barrette solide e combinato spesso con l'esametilentetrammina è usato dai militari e dai campeggiatori come combustibile solido.